# Sarrià-Sant Gervasi

Lage von Sarrià-Sant Gervasi im Stadtgebiet von Barcelona

Sarrià-Sant Gervasi ist ein Stadtbezirk von Barcelona im Nordwesten der katalanischen Hauptstadt mit 148.000 Einwohnern (Stand: 2016). Im Vergleich mit den übrigen Stadtbezirken von Barcelona hat die Bevölkerung das höchste Pro-Kopf-Einkommen, den höchsten Anteil von Studienabschlüssen, die geringste Arbeitslosigkeit und (gemeinsam mit dem Nachbarbezirk Les Corts) den geringsten Ausländeranteil.

Die sechs Stadtteile von Sarrià-Sant Gervasi

Das Dorf Sarrià, entstanden aus einer römischen Kolonie, wurde erstmals im Jahr 986 als Sirriano erwähnt. Ein Teil des alten Dorfes, Les Corts de Sarrià, wurde 1836 von Sarrià unabhängig und ist heute unter dem Namen Les Corts ein eigener Stadtbezirk von Barcelona. Seit 1927 gehört Sarrià zu Barcelona, seit 1984 ist es ein Stadtteil innerhalb des Stadtbezirks Sarrià-Sant Gervasi. Das bekannteste Bauwerk von Sarrià ist die Kirche Sant Vicenç de Sarrià, im Jahre 987 erstmals erwähnt, im Laufe der Jahrhunderte mehrmals neugebaut, zuletzt im Jahr 1789, als die heutige dreischiffige Kirche, geplant mit zwei Glockentürmen, von denen nur einer gebaut wurde. Das Kapuzinerkloster von Sarrià wurde 1578 gegründet, 1835 aufgelöst und ab 1887 an anderer Stelle neu errichtet. Im alten Kloster von Pedralbes befindet sich heute das Museo Thyssen-Bornemisza. Der Cementiri de Sant Gervasi wurde 1853 angelegt.

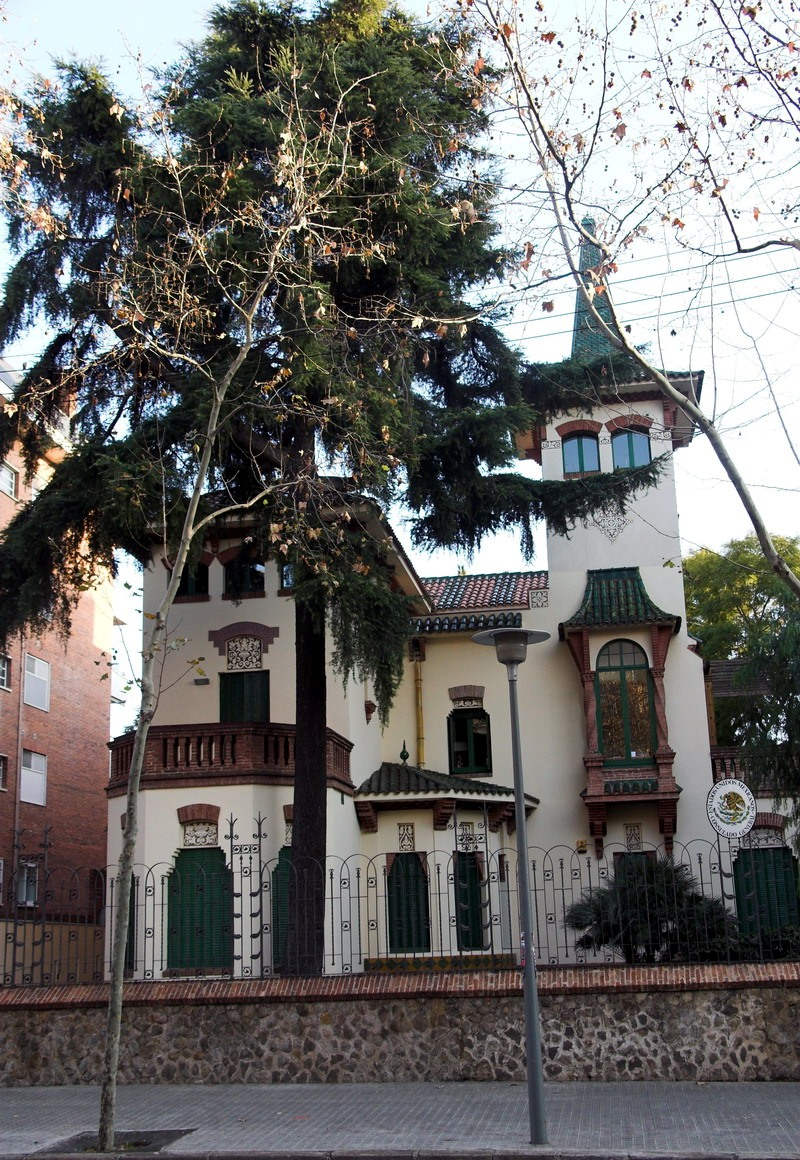
Das Casa Muley-Afid in Les Tres Torres wurde 1914 erbaut und ist heute der Sitz des Generalkonsulats von Mexiko.

Der Stadtteil Les Tres Torres wurde benannt nach den drei „Torres“ (übersetzbar als „Türme“, „Villen“ oder „Residenzen“), die von 1901 bis 1903 auf bis dahin nur landwirtschaftlich genutztem Land zwischen Sarrià und Sant Gervasi errichtet wurden. Die 1853 erbaute Bahnlinie von Barcelona nach Sarrià erhielt hier 1906 einen Bahnhof, der 1952 unter die Erde verlegt wurde. In Les Tres Torres stand auch das Fußballstadion Estadi Sarrià, das 1923 erbaut und 1997 abgerissen wurde.
Das Dorf Sant Gervasi de Cassoles wurde bereits im Jahr 987 erwähnt, namensgebend war eine primitive ländliche Kapelle oder Kirche. Noch 1789 waren die meisten Häuser isolierte Bauernhäuser inmitten von Wäldern, Feldern und Weinbergen. Das Dorf kam 1897 zu Barcelona. Damals war der heutige Stadtteil Sant Gervasi - Galvany der Kern der alten Gemeinde, wogegen Sant Gervasi - la Bonanova ein damals neu erbautes Villenviertel bezeichnet. Die private Ramon-Llull-Universität in Sant Gervasi - la Bonanova wurde 1990 gegründet. 
Den Stadtteil El Putxet i Farró gibt es unter diesem Namen seit 2007. Es besteht aus zwei Teilen. El Putxet im Norden ist ein kleiner Berg, auf dem im 17. Jahrhundert eine Kapelle stand, ab 1870 begann die Bebauung zunächst mit Sommerhäusern, dann wurde es zum Villenviertel. El Farró  im Süden erhielt seinen Namen durch Silvestre Farró, der zu Beginn des 19. Jahrhunderts die ersten Häuser baute.
Vallvidrera, el Tibidabo i les Planes ist der küstenfernste und bergigste Stadtteil von Barcelona, weiträumig und kaum besiedelt. Hier steht der 512 Meter hohe Tibidabo, Hausberg von Barcelona und höchster Berg des katalanischen Küstengebirgszuges Serra de Collserola. Auf dem durch die Standseilbahn Funicular del Tibidabo erschlossenen Berg stehen auch die von Enric Sagnier erbaute katholische Kirche Sagrat Cor (zu deutsch Herz-Jesu-Sühnekirche), ein bekannter Vergnügungspark und der markante Fernsehturm Torre de Collserola. Der Ort Vallvidrera kam 1890 zum damaligen Dorf Sarrià, die Einsiedelei Santa Creu d'Olorda 1916. Die Standseilbahn Funicular de Vallvidrera führt zum Oberdorf von Vallvidrera. Les Planes ist ein ländlicher Ferienort, erschlossen durch den gleichnamigen Bahnhof der Linien S1 und S2 der S-Bahn Barcelona. 
| Code | Name                                  | Einwohner (2015) | Fläche (ha) | Einwohnerdichte (Personen/ha) |
| ---- | ------------------------------------- | ---------------- | ----------- | ----------------------------- |
| 22   | Vallvidrera, el Tibidabo i les Planes | 4.635            | 1.152,4     | 4                             |
| 23   | Sarrià                                | 16.624           | 24.614      | 81                            |
| 24   | Les Tres Torres                       | 16.624           | 78,8        | 211                           |
| 25   | Sant Gervasi-la Bonanova              | 25.511           | 223,5       | 114                           |
| 26   | Sant Gervasi-Galvany                  | 46.968           | 165,9       | 283                           |
| 27   | El Putxet i el Farró                  | 29.149           | 84,6        | 345                           |
| V    | Sarrià-Sant Gervasi                   | 147.501          | 2.009,4     | 73                            |